# Chris Gueffroy
Chris Gueffroy (21 de junio de 1968 - 6 de febrero de 1989) fue la última persona a la que se disparó y la penúltima en morir en un intento de fuga mientras intentaba escapar de Berlín Oriental a Berlín Occidental a través del Muro de Berlín. 

## Muerte
Como camarero, sus ingresos eran mejores que el promedio y tenía un alto grado de libertad, pero estaba disgustado por la corrupción generalizada en el negocio de los restaurantes. Su amigo Christian Gaudian, a quien había conocido en la escuela de gastronomía, compartía sus sentimientos. A los veinte años, le resultaba cada vez más insoportable pensar que permanecería encerrado sabiendo que siempre sería así y que nunca tendría la libertad de decidir por sí mismo dónde quería vivir. A mediados de enero de 1989, al enterarse de que iba a ser reclutado en el ejército de Alemania Oriental en mayo siguiente, él y Gaudian decidieron abandonar Alemania Oriental.

Gueffroy y Gaudian basaron su decisión de intentar cruzar el muro en la creencia errónea de que el Schießbefehl, la orden permanente de disparar a cualquiera que intentara cruzar el muro, había sido levantada (no lo había sido), y que el primer ministro sueco Ingvar Carlsson iba a hacer una visita de estado a Berlín Oriental (ya se había marchado cuando intentaron la fuga). 

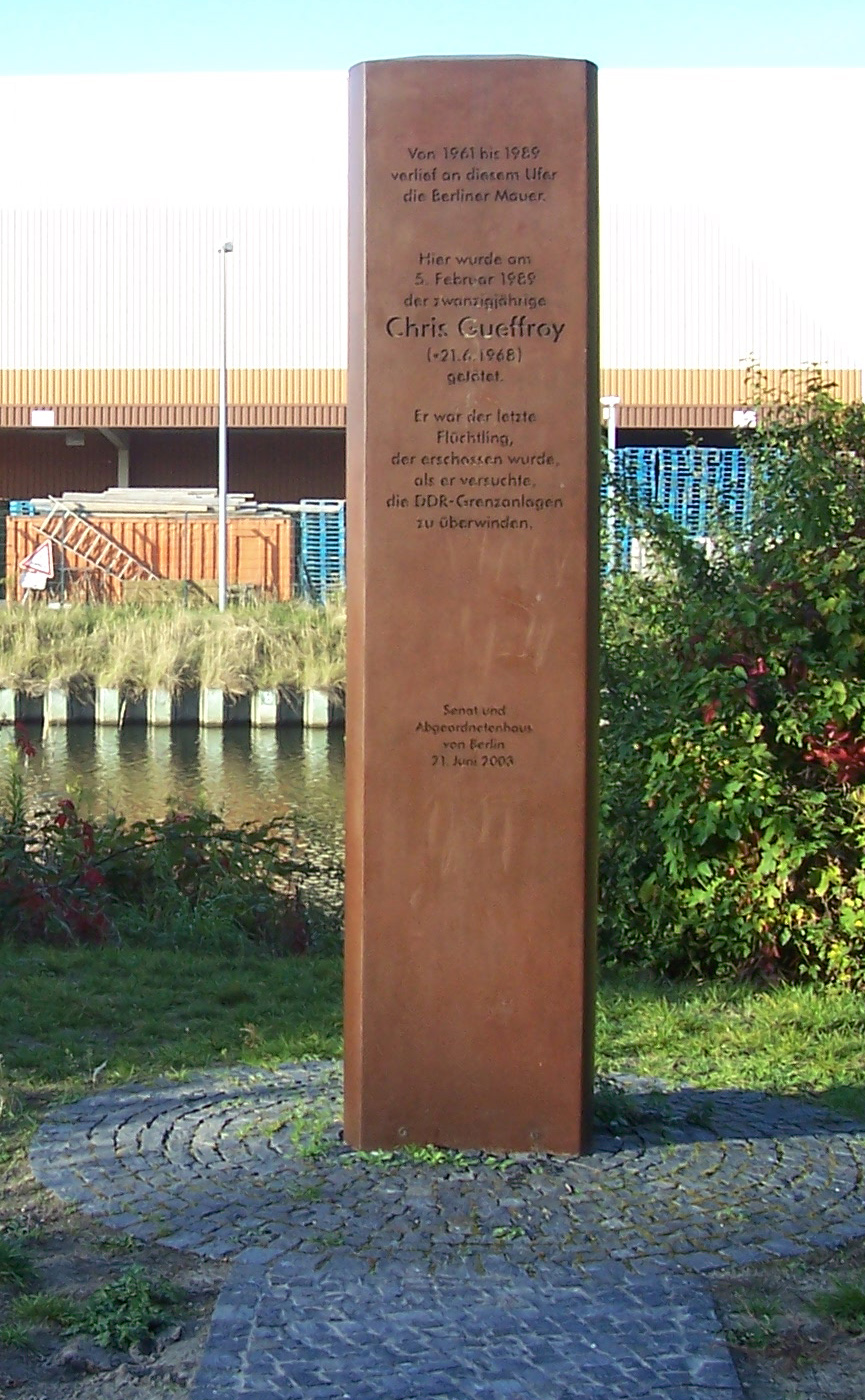
Estela dedicada a Chris Gueffroy.

Su intento de fuga de Berlín Oriental a Berlín Occidental, a lo largo del canal del distrito de Britz, tendría lugar la noche del 5 al 6 de febrero de 1989, a unos dos kilómetros de lo que sería la última residencia de Gueffroy en la Südostallee 218, Johannisthal, Treptow, Berlín Oriental.
Al escalar la última valla de celosía metálica, los dos fueron descubiertos y fueron atacados por las tropas fronterizas del NVA. Gueffroy recibió dos disparos en el pecho y murió en la franja fronteriza. Gaudián, malherido pero no muerto, fue arrestado y condenado el 24 de mayo de 1989 a tres años de prisión por el tribunal de distrito de Pankow por intento de cruce ilegal de la frontera en primer grado ("versuchten ungesetzlichen Grenzübertritts im schweren Fall"). En septiembre de 1989 Gaudián fue liberado bajo fianza por el gobierno de Alemania del Este, y el 17 de octubre de 1989 fue transferido a Berlín Occidental.
Chris Gueffroy es a menudo erróneamente nombrado como la última persona en morir en el intento de cruzar el muro, pero en realidad sólo fue el último en morir por el uso de armas, y el penúltimo en morir en un intento de fuga. Winfried Freudenberg murió en el accidente de un globo aerostático improvisado con el que cruzó la frontera de Berlín Occidental el 8 de marzo de 1989.

## Memoriales
Los monumentos a su muerte se encuentran en el monumento a las "Cruces Blancas", junto al edificio del Reichstag, en la "Ventana del Recuerdo" del Monumento al Muro de Berlín en Berlín y cerca de la antigua escena del intento de fuga, en el Canal de Teltow.

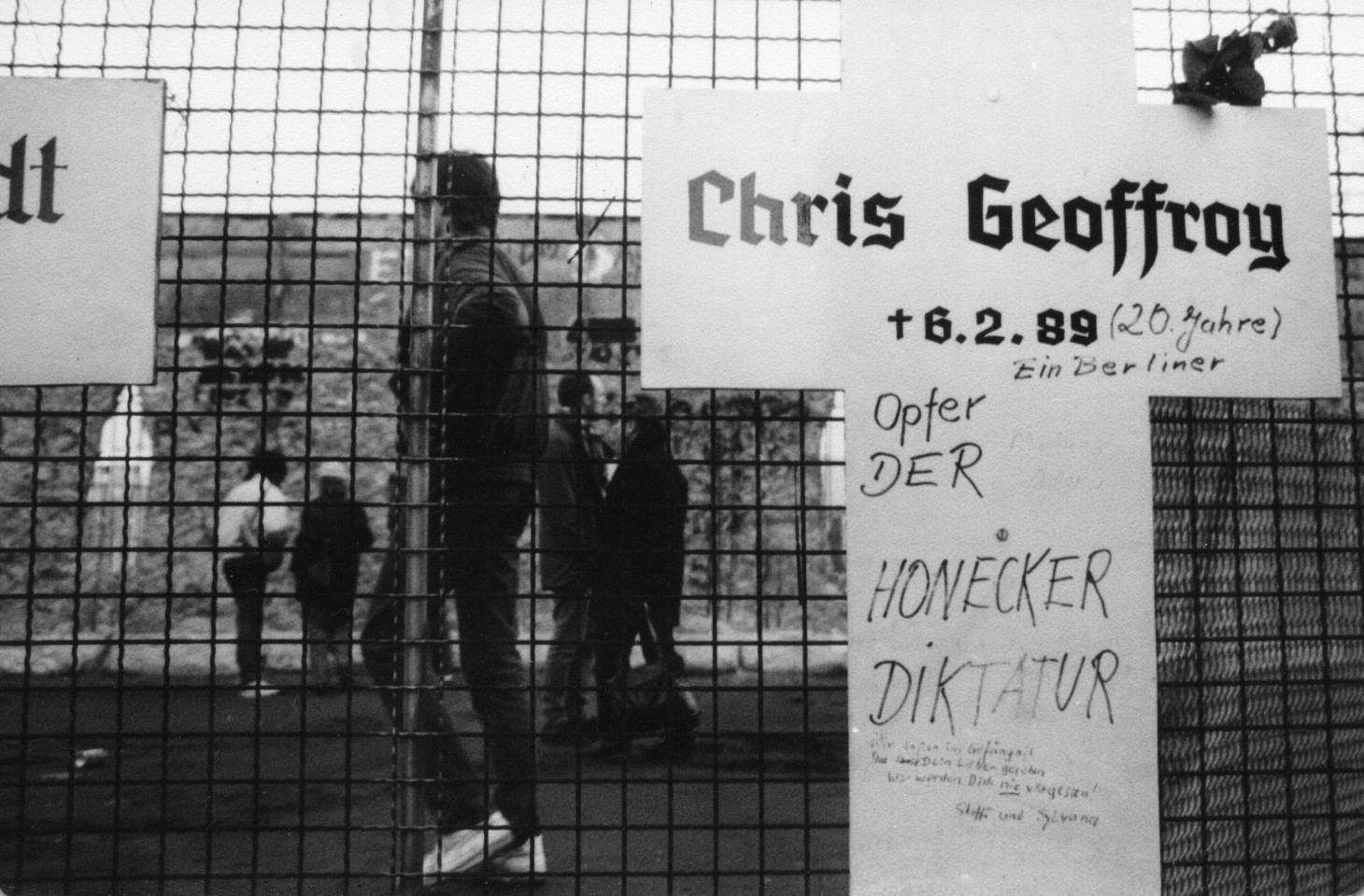
Lápida conmemorativa de Chris Gueffroy. Al fondo está el Muro parcialmente destruido, cerca del Reichstag. Invierno 1989/90.
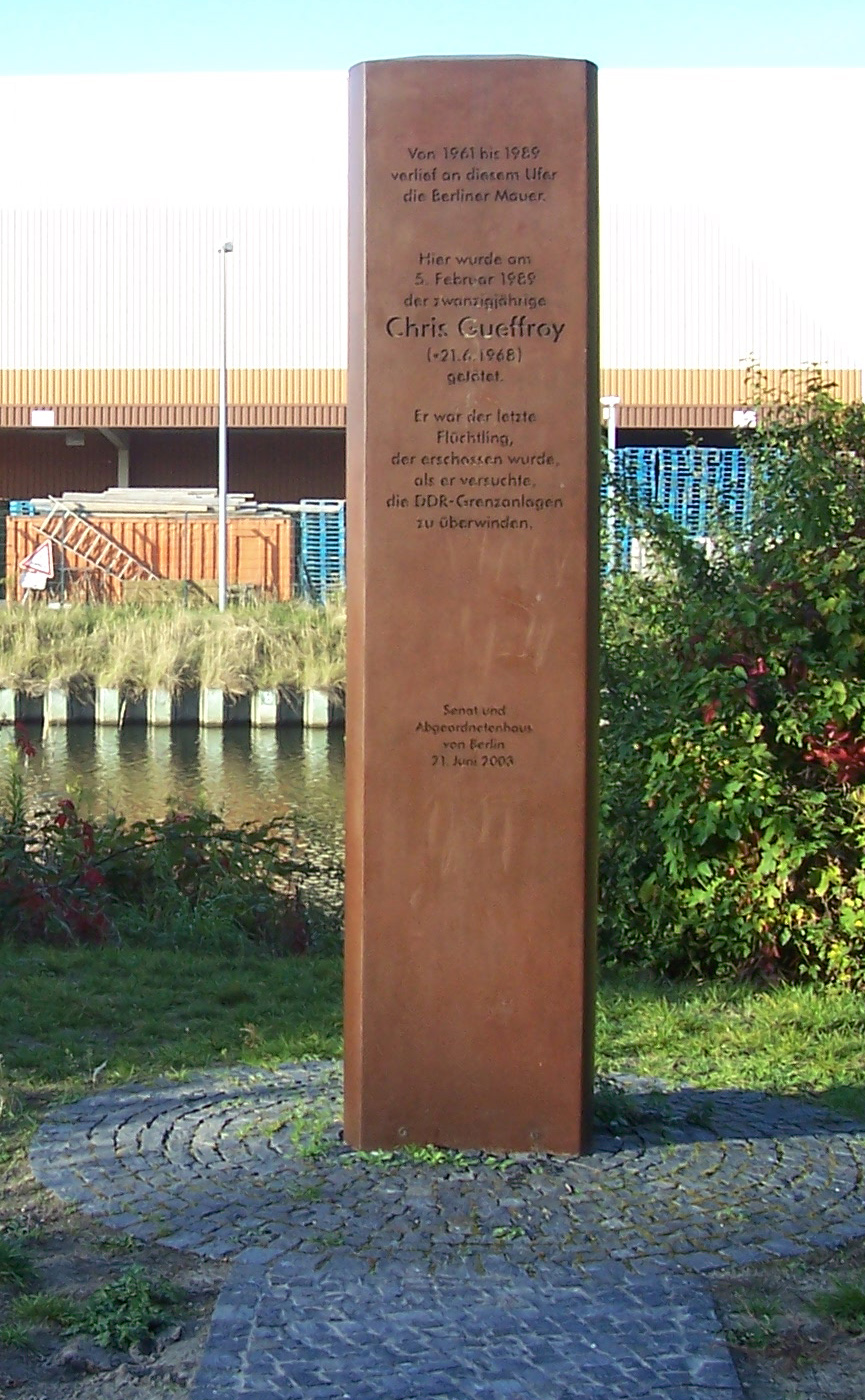
Monumento erigido en 2003 en el canal del distrito de Britz en el distrito de Treptow-Köpenick en Berlín.
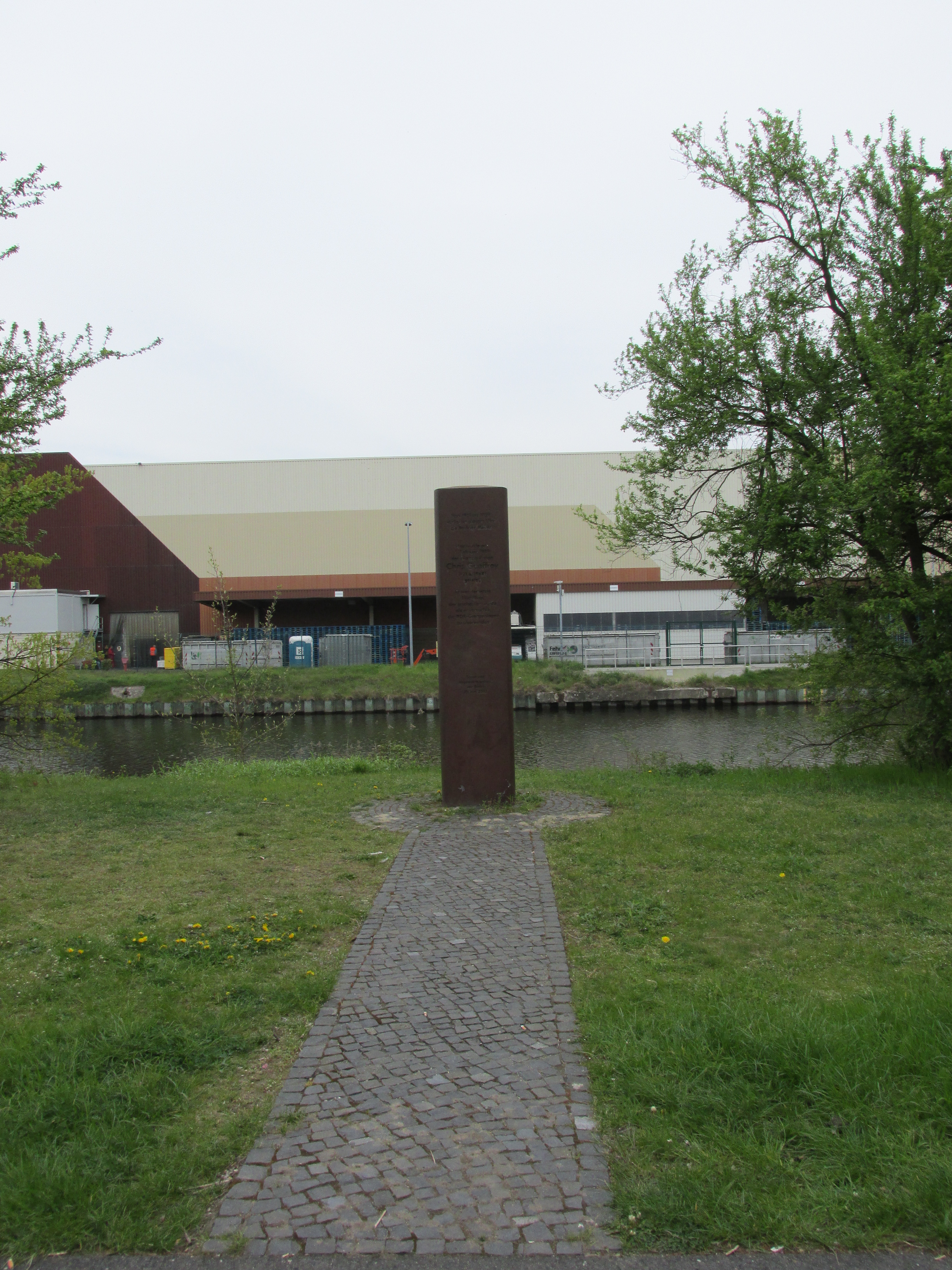
Vista lejana de la Chris Gueffroy Steele, mostrando lo que fue el "letzte Blick" (última vista) de Chris mientras intentaba escapar de Berlín.
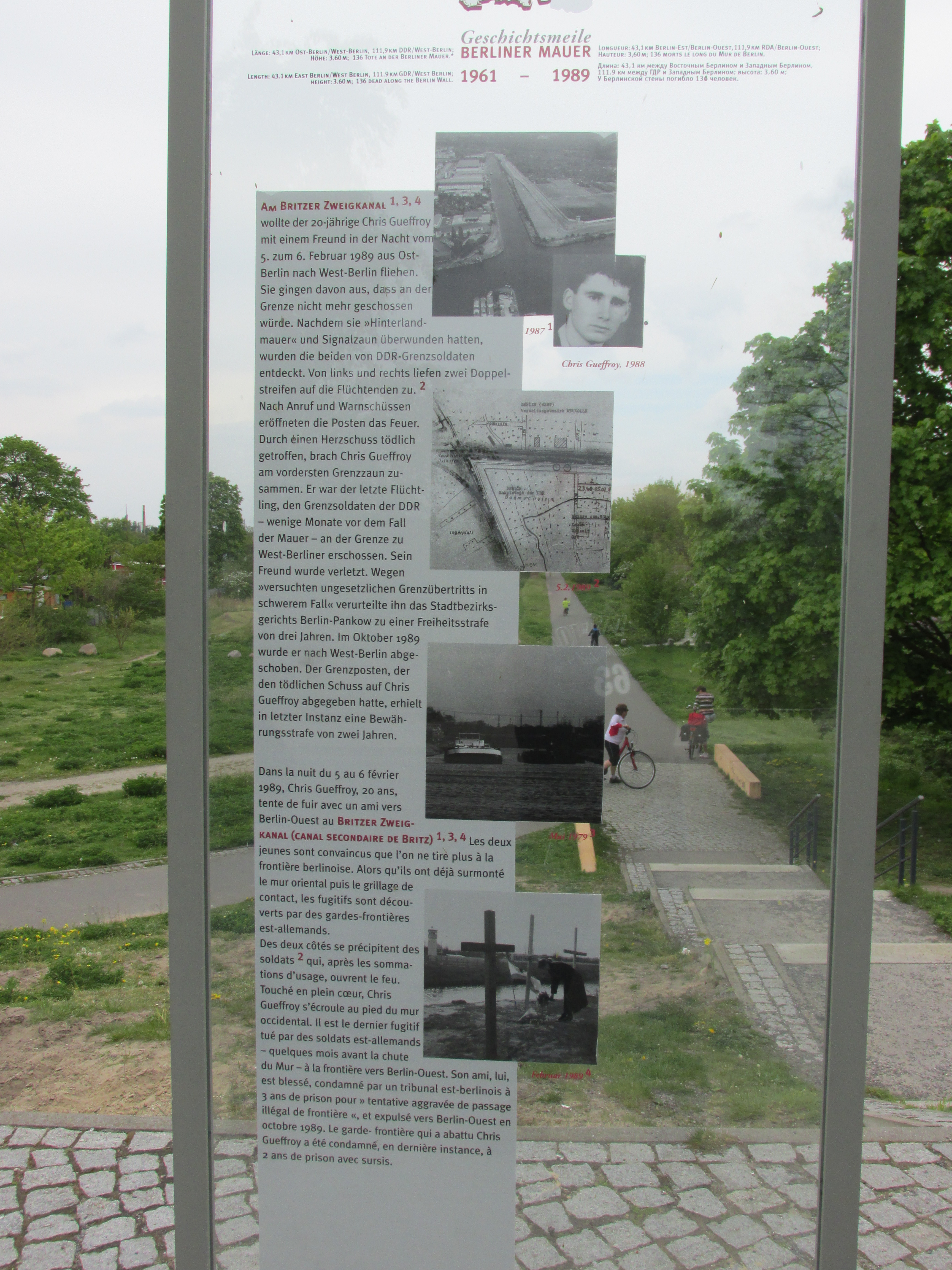
El monumento de Berliner Mauerweg a Chris Gueffroy, mirando desde Chris-Gueffroy-Allee, a unos cientos de metros de donde intentó escapar en 1989.
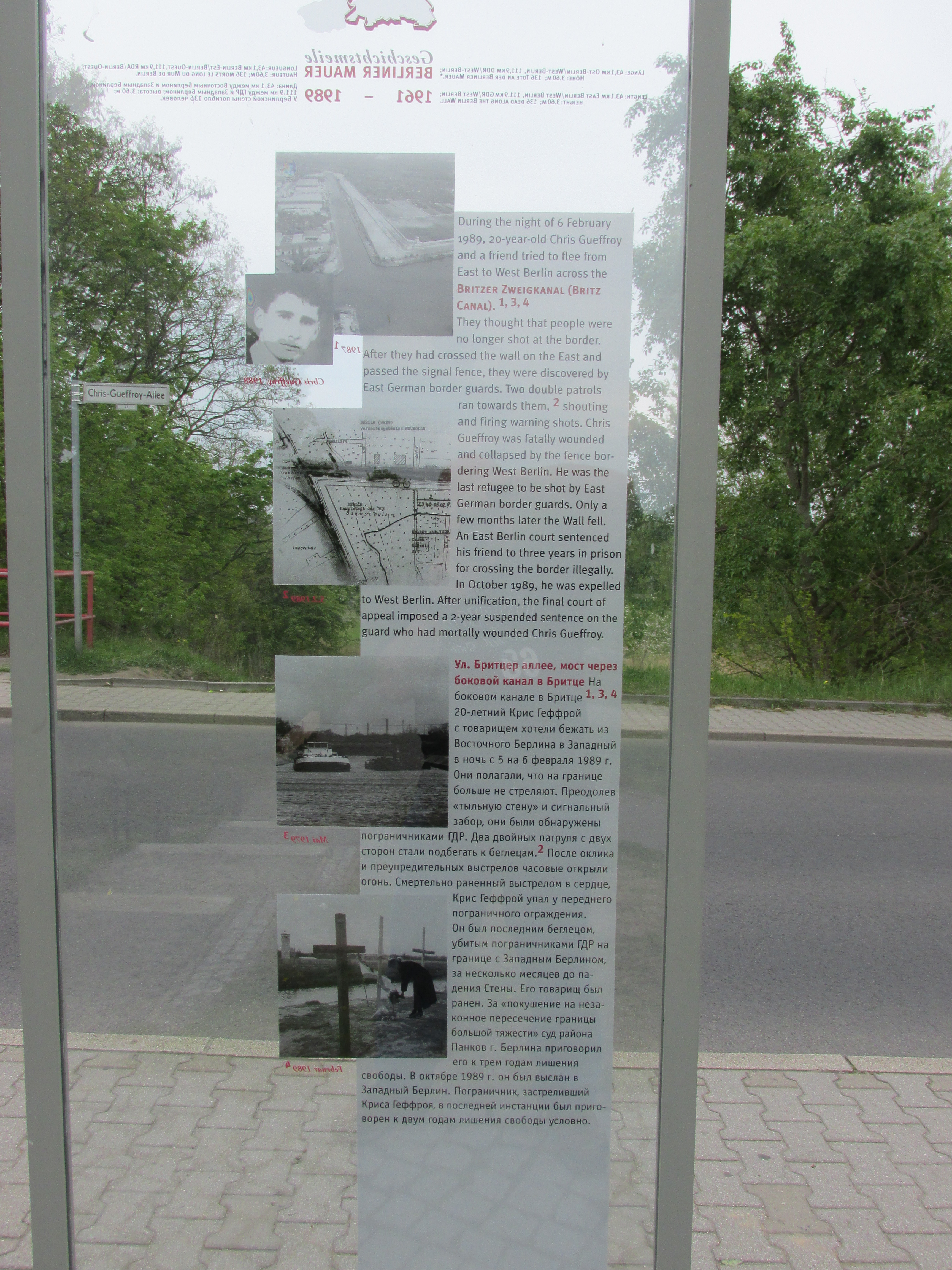
El monumento de Berliner Mauerweg a Chris Gueffroy, mirando hacia Chris-Gueffroy-Allee, a unos pocos cientos de metros de donde intentó escapar en 1989.